# Sydkusten
Sydkusten är en svenskspråkig tidning med fokus på nyheter från Spanska solkusten och den där bofasta skandinaviska befolkningen, samt i viss mån övriga Spanien.